# Адамін
Адамі́н (адаміт) (рос. адамин; англ. adamite; нім. Adamin) — мінерал, гідроксиларсенат цинку острівної будови з групи тарбутит-адамін. Склад: 4[Zn2AsO4OH].

## Загальний опис
Містить (%): ZnO — 56,7; As2О5 — 40,2; H2О — 3,1. Цинк частково заміщається міддю, кобальтом і закисним залізом. Сингонія ромбічна. Кристали таблитчасті. Утворює також радіальні агрегати, кірочки.
Колір жовтий, зелений, фіолетовий до безбарвного, рожевувато-червоний. Зустрічається як вторинний мінерал в зоні окиснення свинцево-цинкових родовищ з арсенідами, асоціює зі смітсонітом, кальцитом, малахітом, азуритом, лімонітом, геміморфітом і кварцом. Родовища є у Франції, Італії, Греції, Туреччині, Мексиці та Чилі.

## Різновиди
Розрізняють:
- адамін кобальтистий (відміна адаміну, яка містить до 5,5% СоО),
- адамін мідистий (відміна адаміну, яка містить до 24% CuO).